# Adelidae
Famille
Les Adelidae (Adélidés) sont une famille d’insectes lépidoptères (papillons) qui se compose de deux sous-familles :
- Adelinae
- Nematopogoninae